# Groupe Agir ensemble
Groupe Agir ensemble er gruppe i den franske nationalforsamling. Gruppen blev dannet den 20. maj 2020.

## Sammensætning i 2020
Ved sin oprettelse i 2020 havde gruppen 21 medlemmer:
- 14 medlemmer fra Agir.
- 2 medlemmer fra Den radikale bevægelse.
- 2 medlemmer fra den uafhængige midte.
- et medlem La République en marche !.
- et medlem fra Fransk Polynesien.
- et medlem fra uafhængige højre.

## Parlamentarisk placering
Ved valget i 2017 blev knapt halvdelen af gruppens medlemmer valgte som repræsentanter for Republikanerne. Den anden halvdel kom især fra La République en marche !.
Efterfølgende gik et flertal af Republikanerne i opposition til præsident Emmanuel Macron's regeringer. Et republikansk mindretal ville samarbejde med præsidenten. 
Den 26. november 2017 dannede mindretallet partiet Agir, det konstruktive højre, der nu er kernen i Groupe Agir ensemble. 
Gruppen var repræsenteret i Regeringen Édouard Philippe II og i Jean Castex's regering. 

## Gruppen efter valget i 2022
Efter valget i 2022 består Agir-gruppen af 22 medlemmer. 
De fordeler sig således:
- Otte medlemmer fra Agir.
- Otte medlemmer, der repræsenterer både Agir og Horizons.
- To medlemmer fra det radikale parti.
- Et medlem fra La République en marche !
- Et medlem fra Fransk Polynesien.
- To medlemmer fra det uafhængige højre.